# ヨアン・グフラン
ヨアン・グフラン（Yoan Gouffran, 1986年5月25日 - ）は、フランス・パリ近郊のヴィルヌーヴ・サン・ジョルジュ出身の元サッカー選手。現役時代のポジションはフォワード。グアドループにルーツを持つ。

## 経歴

### クラブ

#### カーン
2001年にレッドスターFC93からSMカーンの下部組織に移り、2003-04シーズンにトップチームでのプロデビューを果たした。2004-05シーズンにはリーグ・アンデビューを果たした。2005-06シーズンには、チームは前シーズンにリーグ・ドゥに降格しており、このシーズンではリーグ・アン復帰はならなかったものの、グフランは8ゴールを記録するなどブレークした。2006-07シーズンは、15ゴール、4アシストを挙げ、チームをリーグ・アンへ復帰させる立役者となった。このような活躍から、グフランはリーグ・ドゥ最優秀選手賞を受賞した。そして、2007年オフではチェルシー、バレンシア、PSGなどのクラブが獲得に名乗りを挙げたが、結果的にはアーセナルが仮契約を結ぶまでに至った。チームがリーグ・アンに復帰した2007-08シーズンも10ゴールを挙げ前シーズンと同様に活躍した。2008年オフにはアーセナルへの移籍が決定的となった。しかし、グフランはフランスに残るという意向を示したため、プレミアへの移籍はならなかった。

#### ボルドー
グフランは結局ボルドーへ移籍することとなった。移籍金は650万ユーロ。背番号は7。2008-09シーズンは前述のようにカーンでの活躍からフル回転が期待されていたが、期待通りの成績とまではいかなかった。しかし、2009年5月30日の2008-09シーズンのリーグ最終節、グフランはボルドーをリーグ・アン制覇へと導く唯一のゴールを決め、チームはオリンピック・リヨンのリーグ8連覇を阻止した。ところが、それと同時に、古巣のカーンをリーグ・ドゥへ逆戻りさせてしまう結果にもなってしまった（カーンは1年でリーグ・アンに復帰）。2009-10シーズンも同様に通年の活躍はできなかった。2010-11シーズンはヨアン・グルキュフがリヨンへ移籍した抜けた穴を埋める新エースとして期待されていた。しかし、その抜けた穴を埋める、ということはできなかった。2011-12シーズンより、2年契約で契約が更新されることとなった。背番号も9に変更となった。2011年10月29日に行われた第12節のACアジャクシオ戦(2-0)では2得点を挙げ、第4節のヴァランシエンヌFC戦(2-1)以来の8試合ぶりの勝利をもたらした。グフランはこの試合でボルドーでの通算出場試合数が130試合となった。第13節のPSG戦(1-1)でもゴールを挙げた。第11節のスタッド・ブレスト29戦(1-1)でもゴールしたため、グフランは連続3試合で4得点を挙げていることになる。11月26日に行われた第15節のカーン戦ではボルドーに移籍後では最多となるシーズン6ゴール目を決めた。最終節のASサンテティエンヌ戦(3-2)でもゴールを決めた。最終的にボルドーに移籍後では最多、カーン時代を含めると自身2番目となるシーズン14ゴールを決め、チームのUEFAヨーロッパリーグ出場権獲得に大きく貢献した。

#### ニューカッスル
2013年1月23日にイングランド・プレミアリーグのニューカッスル・ユナイテッドFCに完全移籍した。移籍後の会見で「この素晴らしいクラブに加われることを本当に誇りに思う。歴史、素晴らしいサポーターを持つイングランド屈指のクラブでプレーすることへの挑戦に、とても興奮している。」とコメントした。移籍早々、1月29日のアストン・ヴィラFC戦(2-1)でスタメン出場。得点には絡まなかったがリーグ戦で低迷しているチームの勝利に貢献した。

#### ギョズテペ
2017年7月17日、ニューカッスルとの契約延長のオファーを断り、スュペル・リグのギョズテペSKに移籍した。

#### アララト＝アルメニア
2020年2月1日、アララト＝アルメニアに加入した。
2021年10月12日、現役引退を表明した。

### フランス代表
2004年まではフランスU-17代表、2006年まではフランスU-19代表に所属しており、2005年にはUEFA U-19欧州選手権で代表の優勝に貢献した。2006年5月以降はフランスU-21代表で、同年のUEFA U-21欧州選手権でのベスト4進出にも貢献した。A代表に選出されたことは未だないものの、W杯南アフリカ大会の代表候補にも名を連ねた。

## エピソード
- 芝に対してアレルギーを持っており、当時の監督ジャン・ティガナをも恥ずかしがらせてしまったこともあった[15]。

## 所属クラブ
- SMカーン 2003-2008
- FCジロンダン・ボルドー 2008-2013.1
- ニューカッスル・ユナイテッドFC 2013.1-2017
- ギョズテペSK 2017-2019
- アララト＝アルメニア 2020-2021

## 個人成績
| クラブ       | シーズン     | リーグ       | 背番号       | リーグ戦 | リーグ戦 | カップ戦 | カップ戦 | 欧州カップ戦 | 欧州カップ戦 | 合計 | 合計   |
| クラブ       | シーズン     | リーグ       | 背番号       | 試合     | ゴール   | 試合     | ゴール   | 試合         | ゴール       | 試合 | ゴール |
| ------------ | ------------ | ------------ | ------------ | -------- | -------- | -------- | -------- | ------------ | ------------ | ---- | ------ |
| カーン       | 2003–04      | リーグ・ドゥ |              | 2        | 0        |          |          | -            | -            |      |        |
| カーン       | 2004–05      | リーグ・アン |              | 8        | 0        |          |          | -            | -            |      |        |
| カーン       | 2005–06      | リーグ・ドゥ |              | 32       | 8        |          |          | -            | -            |      |        |
| カーン       | 2006–07      | リーグ・ドゥ |              | 37       | 15       |          |          | -            | -            |      |        |
| カーン       | 2007–08      | リーグ・アン |              | 36       | 10       |          |          | -            | -            |      |        |
| カーン       | 合計         | 合計         | 合計         | 115      | 33       |          |          | -            | -            |      |        |
| ボルドー     | 2008–09      | リーグ・アン | 7            | 32       | 2        |          |          | 8            | 0            |      |        |
| ボルドー     | 2009–10      | リーグ・アン | 7            | 32       | 5        |          |          | 6            | 0            |      |        |
| ボルドー     | 2010–11      | リーグ・アン | 7            | 22       | 2        |          |          | -            | -            |      |        |
| ボルドー     | 2011–12      | リーグ・アン | 9            | 34       | 14       |          |          | -            | -            |      |        |
| ボルドー     | 2012–13      | リーグ・アン | 9            | 20       | 8        | 2        | 0        | 5            | 4            | 27   | 12     |
| ボルドー     | 合計         | 合計         | 合計         | 140      | 31       | 22       |          | 19           | 4            | 181  |        |
| リーグ・ドゥ | リーグ・ドゥ | リーグ・ドゥ | リーグ・ドゥ | 71       | 23       |          |          | -            | -            |      |        |
| リーグ・アン | リーグ・アン | リーグ・アン | リーグ・アン | 184      | 41       |          |          | 19           | 4            |      |        |
| 合計         | 合計         | 合計         | 合計         | 255      | 64       |          |          | 19           | 4            |      |        |

## タイトル

### クラブ
- FCジロンダン・ボルドー
  - リーグ・アン:2008-09
  - トロフェ・デ・シャンピオン:2008, 2009
  - クープ・ドゥ・ラ・リーグ:2009
- ニューカッスル・ユナイテッドFC
  - フットボールリーグ・チャンピオンシップ:2016-17

### 代表
- フランスU-19代表
  - UEFA U-19欧州選手権:2005

### 個人タイトル
- リーグ・ドゥ最優秀選手:2007